# Erwin Helfer
Erwin Helfer (* 21. Januar 1936 in Chicago, Illinois) ist ein US-amerikanischer Blues-, Boogie-Woogie- und Jazzpianist.

## Leben
Helfer wurde in Chicago geboren und wuchs dort auch auf. Als Kind war er mehr an klassischer Musik interessiert, aber durch seine Teenagerzeit im Chicago der 1950er Jahre kam er fast zwangsläufig mit dem Blues in Berührung. Die klassische Ausbildung ist aber noch heute in seinem Spielstil zu hören. Zu seinen musikalischen Einflüssen zählen Cripple Clarence Lofton, Speckled Red und Sunnyland Slim. Nach dem Studium an der Tulane University in New Orleans, das er mit einem Degree in Musik abschloss, begann seine Karriere als professioneller Musiker. Estelle Yancey, die Frau des Pianisten Jimmy Yancey, überredete ihn, sie als Nachfolger von Little Brother Montgomery zu begleiten. Damit begann eine lebenslange Freundschaft, die erst mit Yanceys Tod 1986 endete. In den 1960er und 1970er Jahren spielte er mit Jimmy Walker, mit dem er auch zwei Alben aufnahm. 1982 startete Helfer sein eigenes Plattenlabel, Red Beans, bei dem Alben von Estelle Yancey, Blind John Davis, Johnny „Big Moose“ Walker und anderen Chicagoer Blueskünstlern erschienen.
Seit Anfang der siebziger Jahre ist Erwin Helfer ein regelmäßiger Gast in Deutschland und den Benelux-Ländern. Mit Sängerinnen wie Big Time Sarah, Katherine Davis, mit seinem eigenen Trio, mit Tenorsaxophonist John Brumbach, mit dem legendären Floyd McDaniel ging und geht er auf Tournee.
Noch heute tritt er regelmäßig auf, so zum Beispiel beim Chicago Jazz Festival, dem Debrecen Jazz Festival und dem  Chicago Blues Festival, aber auch in vielen Clubs der Stadt, wie 2018 im Hungry Brain. 2003 wurde er für den Blues Music Award nominiert. Im Jahre 2006 hat die Stadt Chicago ihm zu Ehren eine Straße mit dem Namen Erwin Helfer Way benannt.

## Diskographie

### Alben
- 1974 – Blues, Boogie Woogie Piano Duets & Solos (Flying Fish)
- 1976 – Boogie Piano Chicago Style (Big Bear)
- 1979 – On the Sunny Side of the Street (Flying Fish)
- 1987 – Chicago Piano (Red Beans)
- 2001 – I'm Not Hungry but I Like to Eat - Blues (Sirens)
- 2003 – St. James Infirmary (mit Skinny Williams) (Sirens)
- 2005 – Careless Love (Sirens) mit Avreeayl Ra

### Gastauftritte
- Mama Estella Yancey Maybe I'll Cry  (1983)
- Howard & the White Boys Strung Out on the Blues  (1995)
- 8 Hands on 88 Keys: Chicago Blues Piano Masters  (2002)
- Heavy Timbre: Chicago Boogie Piano  (2002)
- Barrelhouse Chuck Prescription for the Blues  (2002)
- Ella Jenkins Sharing Cultures with Ella Jenkins  (2003)
- Barrelhouse Chuck Chicago Blues Piano, Vol. 2  (2007)
- Andrew Calhoun Bound to Go (2008)[2]